# Zuidplas
Zuidplas è un comune dei Paesi Bassi di 40.387 abitanti situato nella provincia dell'Olanda Meridionale.
Comprende i centri abitati di: Nieuwerkerk aan den IJssel, Moordrecht, Zevenhuizen, Moerkapelle, Kortenoord, Hollevoeterbrug, Groot Hitland, Klein Hitland, 's-Gravenweg e Oud Verlaat.